# 라몬 파체코 파르도
라몬 파체코 파르도(영어: Ramon Pacheco Pardo)는 영국 킹스 칼리지 런던의 국제관계 교수이자 벨기에 브뤼셀 자유 대학교의 KF-VUB 한국 석좌로 있다.

## 생애
라몬 파체코 파르도는 2003년 학생 신분으로 처음 한국에 거주하기 시작, 런던 정치경제대학교에서 국제관계학 박사 학위를 받았다. 2017년 10월 KF-VUB 한국 석좌가 되었으며 현재는 영국 킹스 칼리지 런던의 교수로 활동하고 있다. 전략국제문제연구소(CSIS) 한국 석좌 겸임 연구원, 아시아 태평양 안보 협력 이사회 유럽 연합(EU) 위원으로도 활동 중이다.

## 저서
- 《북한 핵위기와 북·미 관계》- 2016년
- 《김정일과 김정은 시대의 북미 관계》(North Korea-US Relations from Kim Jong Il to Kim Jong Un) - 2019년
- 《한국의 거대 전략: 스스로의 운명 만들기》(South Korea’s Grand Strategy: Making Its Own Destiny) - 2023년
- 《한국: 남과 북의 새로운 역사》(Korea: A New History of South & North) - 2023년, 공저

## 같이 보기
- 한국학
- 남북 관계